# Tammijärvi
Le lac Tammijärvi se situe dans le sud de la Finlande, à la frontière entre les régions Uusimaa et Kymenlaakso. 

## Description
Le lac s'étend sur les municipalités de Loviisa, Pyhtää et de Kouvola. Le lac Tammijärvi est le plus grand lac du Kymenlaakso. Sa superficie est d'environ 10 km², il est assez peu profond, sa profondeur moyenne est de 2,2 mètres et sa profondeur maximale de 14,5 mètres. Le lac est traversé par les rivières Kymijoki et Tallusjoki. 